# Loi portant statut des Juifs
La loi du 3 octobre 1940 « portant statut des Juifs », appelée par les historiens « premier statut des Juifs », est un décret-loi du régime de Vichy qui impose une définition biologique de la prétendue race juive. Cette loi est employée durant l'Occupation pour la mise en œuvre dans le cadre de la Révolution nationale d'une politique « raciale » antisémite. Elle précise les professions désormais interdites aux personnes répondant aux critères édictés. 
Numérotée 28, elle précède d'un jour la « loi relative aux ressortissants étrangers de race juive » qui autorise et organise l'internement des Juifs étrangers et marque le début de la politique de collaboration du régime de Vichy à l'extermination des Juifs d'Europe. Ces deux « lois » sont parues simultanément au Journal officiel deux semaines plus tard, le 18 octobre 1940. 

## Histoire
La France subit le joug de l'Occupation allemande depuis le 21 juin 1940. Dès la fin  septembre, s'annonce contre les Juifs " un train de mesures dues tantôt à l'administration militaire allemande,  tantôt aux autorités de l'État français.". Dans un souci d'affirmer son autonomie vis-à-vis du vainqueur, l’État français entre en compétition avec lui pour instaurer des lois anti- juives. "Les politiques françaises et allemandes à l'égard des Juifs sont alors rivales, concurrentes. Elles se complètent ou se rejoignent à l'occasion. Elles se conjuguent et s'émulent, resserrant d'autant l'étau autour des Juifs, israélites, toutes catégories confondues"

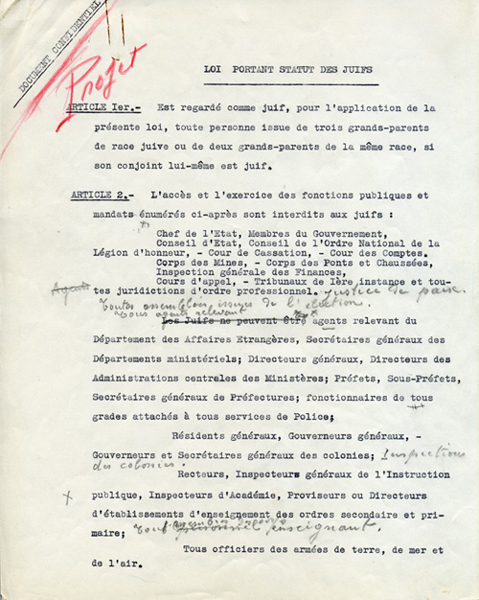
Projet de loi, annoté de la main de Pétain (page 1).

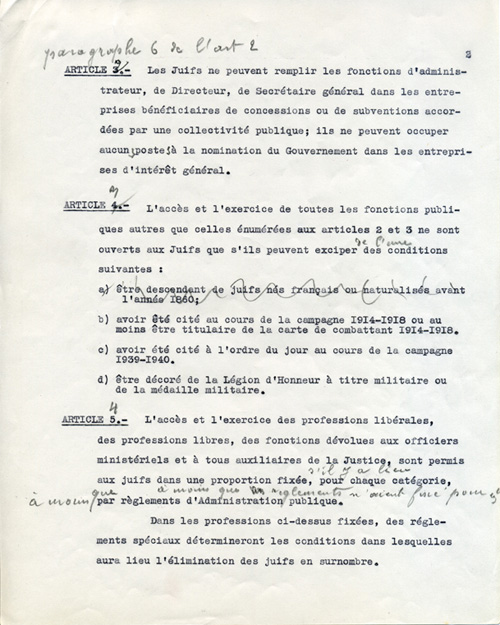
Projet de loi, annoté de la main de Pétain (page 2).

C'est dans ce contexte qu'est adoptée cette loi, signée par Pétain, Laval et 8 ministres. Elle n'a pas été requise par les Allemands. On a longtemps considéré que le Garde des Sceaux , Raphaël  Alibert avait été son principal initiateur. Des travaux plus récents suggèrent que Pétain est intervenu sur le texte pour en durcir certaines dispositions.

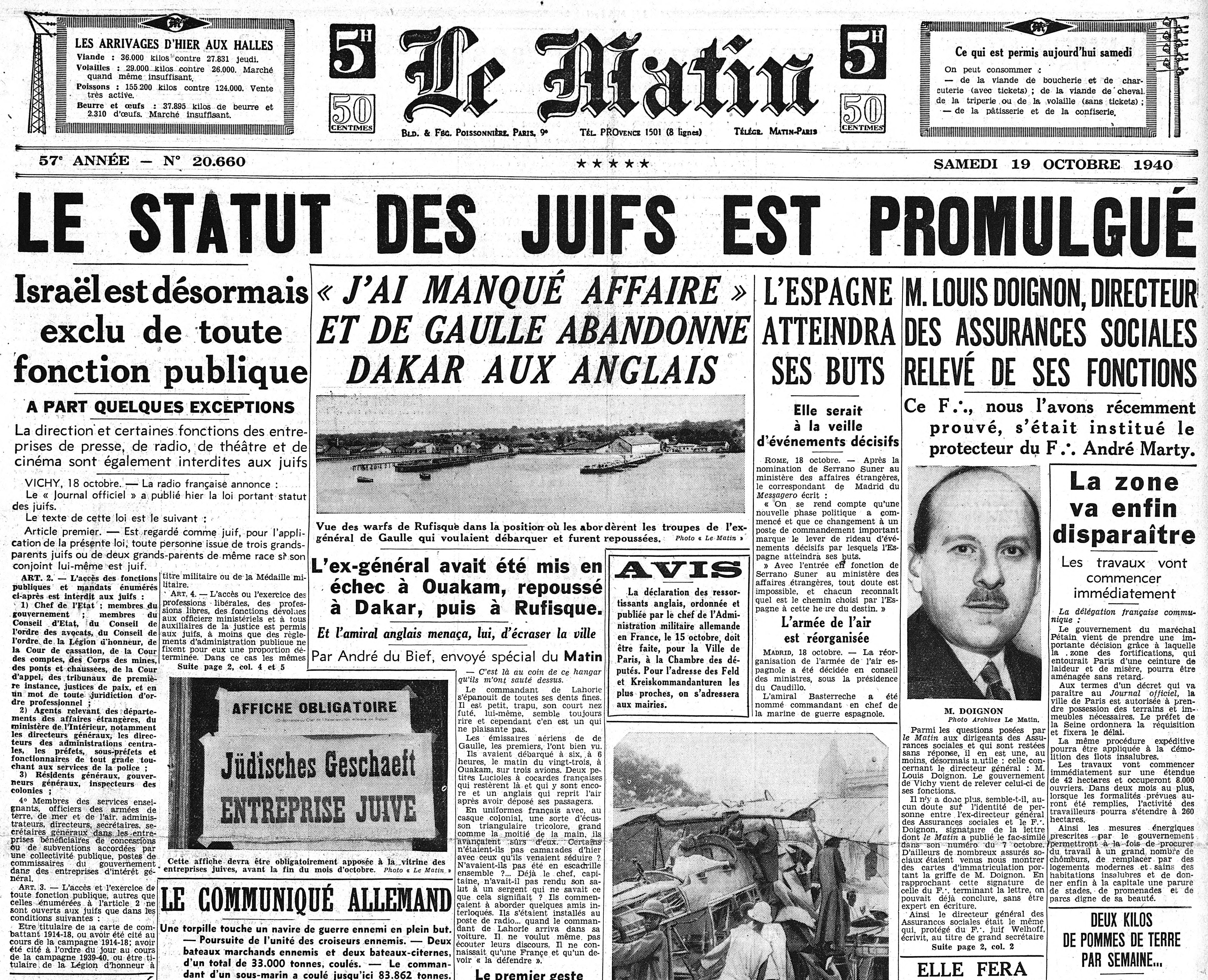
Une du journal Le Matin
du 19 octobre 1940.

- Journal Officiel de la République française du 18 octobre 1940
- Sommaire.
- ▶ texte de la loi (Wikisource).

## Contenu du texte

### Une définition juridique  de la qualité de "juif"
L'article 1° définit le Juif : « Est regardé comme juif toute personne issue de trois grands parents de race juive ou de deux grands parents de la même race si son conjoint lui même est juif ». Cette définition s'inspire du modèle fourni par la législation nazie de 1935. Le paragraphe 5 de l'Ordonnance allemande du 14 novembre 1935 donne cette définition du Juif : « celui qui, au point de vue racial, descend d'au moins trois grands-parents juifs ». Mais la loi allemande fait également référence dans sa définition du Juif à « l'appartenance à la communauté religieuse juive », ce qui lui permet de caractériser les « demi-juifs »". Le texte français n'y fait aucune référence et se borne à la notion de race inconnue du droit français. Cette imprécision des termes générera  un contentieux devant les tribunaux français de la part de justiciables issus de mariages mixtes.

### L'exclusion professionnelle
Les articles suivants excluent les Juifs de la fonction publique. Cette exclusion est très large : elle concerne les principaux corps et les postes de responsabilité au sein de l'administration, mais aussi la magistrature, l'enseignement, les fonctions militaires. De plus, les Juifs sont exclus de la presse (sauf pour les publications scientifiques), du cinéma, de la radiodiffusion, du théâtre. Le texte annonce que des quotas seront établis pour limiter le nombre de Juifs exerçant une profession libérale.
Quelques dérogations sont prévues en faveur de ceux des anciens combattants dont l'action militaire a été récompensée : titulaires de la carte du combattant, ou  ayant reçu une citation militaire ou la Légion d'honneur.
Il est également indiqué que des personnes ayant rendu « des services exceptionnels à l'État français » dans les domaines littéraire, scientifique ou artistique pourront être relevées de ces interdictions par décret motivé pris en Conseil d'État (article 8).

## Les effets du texte
Dans les semaines qui suivent l'adoption du texte, environ trois mille Juifs, selon l’historien Laurent Joly, sont exclus de la fonction publique. L’article 7 dispose qu’ils sont « admis à faire valoir leurs droits à la retraite s'ils remplissent les conditions de durée de service ; à une retraite proportionnelle s'ils ont au moins quinze ans de service ». Les autres se retrouvent donc privés de ressources.

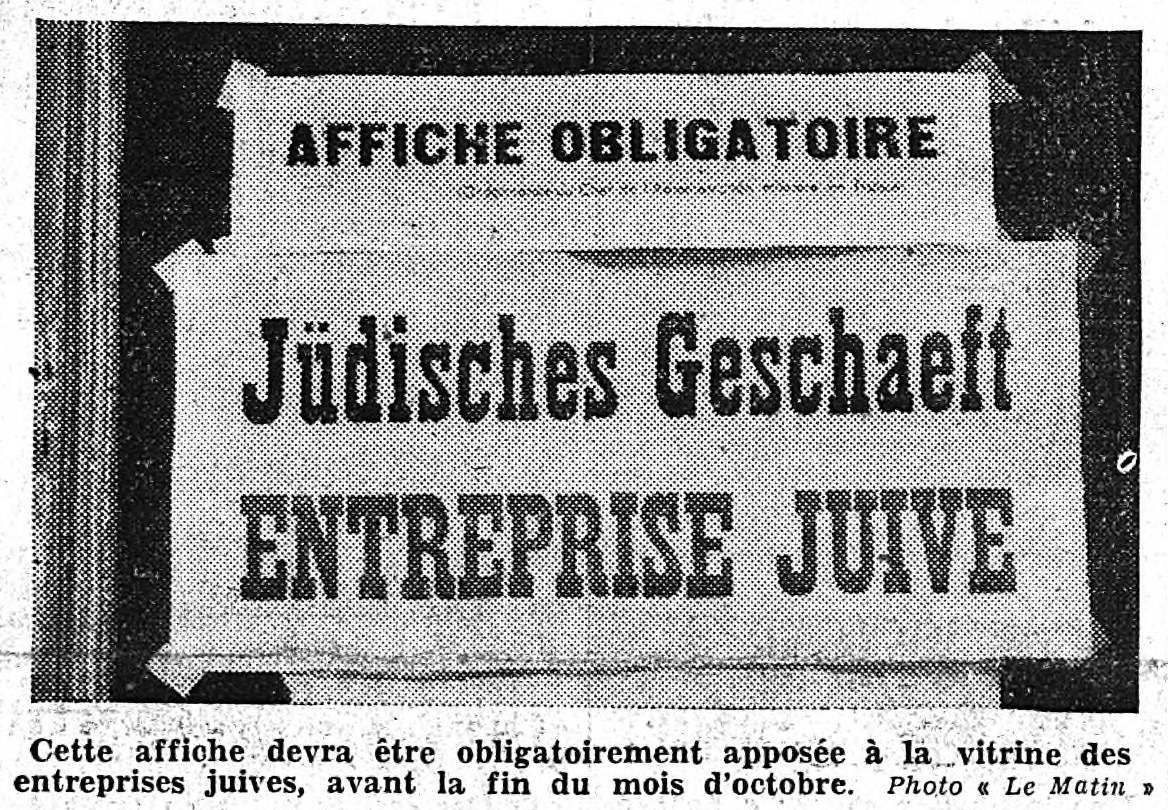
Marque obligatoire bilingue allemand-français à afficher sur la devanture des entreprises juives, France, oct. 1940.

Promulgué sous le gouvernement Laval, ce premier statut des juifs est abrogé et remplacé durant le gouvernement Darlan par la loi dite « second statut des juifs » parue au Journal officiel le 14 juin 1941, qui rapporte l'appartenance à la « race juive » à la religion d'un grand parent, multiplie concomitamment les exceptions pour ceux qui ont rendu service à la nation et renforce les interdictions pour les autres.
La loi s'applique à l'ensemble du territoire de l'État français mais en zone occupée, elle est doublée par les décrets de l'administration militaire allemande plus ou moins en conflit avec le ministère des affaires étrangères allemand. Elle concerne environ cent cinquante mille citoyens français, de religion juive ou pas, et autant d'étrangers.
Elle n'a pas d'application effective avant la mise en place opérationnelle à partir d'avril 1942 d'une police à même de la rendre exécutoire, le Commissariat général aux questions juives formellement créé un an plus tôt, qui a jeté les personnes visées dans une situation précaire. Elle provoque immédiatement l'exil ou la démission de certains, le recours à des prête noms dans quelques cabinets libéraux, à des emplois clandestins dans les sociétés de communication, tels les Studios de Boulogne. Dans l'Administration, des licenciements sont signifiés par des responsables zélés ; d'autres sont sous pression, tel l'administrateur de la Comédie Française par intérim, Jacques Copeau, dont le chef de la censure Hans Baumann obtient la démission parce qu'il n'a exclu que quinze personnels et trois pensionnaires, André Brunot, Béatrice Bretty et Robert Manuel. Ces chefs d'administration subissent des pressions de leur hiérarchie mais ne peuvent pas être sanctionnés judiciairement s'ils s'abstiennent tant qu'il n'y a pas de décret d'application.
Celui-ci n'intervient que le 6 juin 1942 et impose simultanément le port de l'Étoile jaune, provoquant un retournement de l'opinion publique même chez des antisémites avoués, comme en témoigne Marie Laurencin, retournement que renforcent en août l'appel de Monseigneur Saliège, en septembre l'instauration du Service du travail obligatoire, en novembre l'enlisement de la Wehrmacht devant Stalingrad. Le décret d'application donne un cadre légal aux arrestations sporadiques puis à la participation de la police française en tant que principal agent aux rafles massives, celle du Vel d'hiv dès le 16 juillet 1942, suivie de celle de Marseille le 22 janvier 1943. Le 22 juillet 1942, le statut des Juifs est complété par la loi sur l'aryanisation, qui organise la spoliation des biens possédés par les personnes tombant sous le coup du statut.

## Source
- [4]Loi du 3 octobre 1940 portant statut des Juifs, dans Journal officiel de la République française : lois et décrets, vol. 72e an., no 266, 18 oct. 1940, 1re part. (« Lois »), texte no 6, p. 5323, col. 1-3.